# 房楠 (嘉靖進士)
房楠（？—？），字茂材，河南汝寧府汝陽縣人，民籍，明朝政治人物。

## 生平
嘉靖二十二年（1543年）癸卯科河南鄉試第七十一名舉人。嘉靖三十八年（1559年）中式己未科會試第一百六十五名，三甲第二十六名進士。授推官，四十四年十一月选授浙江道试御史，隆庆元年（1567年）巡按陕西，三年巡按直隶保定等府，丁憂。萬曆元年（1573年）九月復除湖廣道，接替张简查刷光禄寺。二年八月升湖廣按察司副使，六年八月升四川右參政，八年正月考察以不及降调。
起復山东副使，十七年二月升陕西右参政。

## 家族
曾祖房琮；祖父房宮；父房文璇，母盧氏。具慶下。弟房桂（贡士）。